# Surovikinskij rajon
Il Surovikinskij rajon (in russo Суровикинский район?) è un rajon dell'oblast' di Volgograd, in Russia, il cui capoluogo è Surovikino. Istituito nel 1966, ricopre una superficie di 3.399 chilometri quadrati e nel 2021 ospitava una popolazione di circa 32.800 abitanti.